# 277 a.C.

## Eventos
- Continua a Guerra Pírrica: a trégua com Pirro, que está na Sicília, continua.
- Públio Cornélio Rufino e Caio Júnio Bubulco Bruto, cônsules romanos.